# Alf Häggstam
Alf Gustaf Häggstam, född den 10 december 1945 i Skara, död den 16 november 1994 i Bromma, var en svensk operasångare (bas), sångpedagog och logoped.
Häggstam studerade sång och teater i Sverige, Österrike och Storbritannien samt genomgick Musikdramatiska skolan (Operahögskolan) i Stockholm. Han utbildade sig även till logoped (Karolinska institutet) och verkade som sådan i olika sammanhang, främst inom musiken. Han har bland annat varit engagerad som solist vid Riksteatern, Folkoperan och Norrlandsoperan, Kungliga Operan i Stockholm, Oscarsteatern (Nine, Animalen), Confidencen Ulriksdal, Drottningholmsteatern, Vadstena-Akademien, Sveriges Radio och med ett flertal körer över hela Sverige. Häggstam är begravd på Tiveds kyrkogård.

## Filmografi
- 1987 – Aida

## Teater

### Roller (urval)
- 1982 – Apan i Animalen av Lars Johan Werle och Tage Danielsson (även regi), Oscarsteatern [2]